# Gerhard Kroll
Gerhard Kroll (2. prosince 1914 Appeln, zemský okres Cuxhaven – 14. června 1997 Berlín) byl člen Řádu Tovaryšstva Ježíšova, později kněz, historik, badatel a spisovatel, autor knihy Po stopách Ježíšových, německé národnosti.

## Životopis
V dubnu 1933 vstoupil do jezuitského řádu v Mittelsteine. V Appeln (česky Opoli) pracoval 5 let. V roce 1940 byl vysvěcen na kněze a žil krátce ve francouzském zajetí. Od roku 1949 se vzdělával u jiného kněze, aby se stal misionářem. V roce 1950 působil v Lipsku. Jeho cílem bylo historicky a analyticky zpracovat informace o době během Ježíšova života. Napsal pouze jedinou knihu, a to Auf den Spuren Jesu, v překladu Po stopách Ježíšových, vydanou poprvé v kratší verzi v roce 1963 v Lipsku. Později v rozsáhlejší verzi a dál se rozrůstala. Stala se významnou pečlivým zmapováním historických událostí na přelomu letopočtu a počátku našeho. Nejvýznamnější zásluha knihy spočívá v určení původu dřeva Svatého kříže, v analýze Turínského plátna a původu rostliny, z níž byla spletena Trnová koruna. Otec Gerhard putoval v roce 1980 za svými zjištěními až do Izraele, přičemž o možnost této pouti opakovaně žádal. Zde také onemocněl a již se neuzdravil. V roce 1994 byl přeložen do Domova pro seniory sv. Petera Fabera v Berlíně. O tři roky později zemřel.

## Světové dílo
Církev jeho závěry uznala a knize udělila imprimatur. Kroll přesvědčil o své vědecké a náboženské analýze veřejnost mimo jiné tím, že použil ve všech třech zkoumaných případech, protokolace odborných závěrů, jejichž vypracování buď zadala nebo schválila katolická církev ve Vatikánu. I přes časový zub doby, oddělující tuto knihu vzhledem k datu jejího vydání, od současnosti, nebyly závěry v ní udávané vědecky překonány novými věrohodnějšími poznatky.
O Krollovi není dostupná pečlivá mediální prezentace v souvislosti s jeho životem a bádáním, pouze opakovaná lpění na jeho konečném díle. Jakékoli informace pečlivěji ozřejmující jeho život, jsou známy víceméně jen církvi, a lidem, kteří ho znali.